# WWOOF
World-Wide Opportunities on Organic Farms (Weltweite Möglichkeiten auf Biobauernhöfen, kurz: WWOOF) ist ein weltweites Netzwerk, das von der Idee getragen wird, Menschen zusammenzubringen, die einen naturverbundenen Lebensstil auf dem Land führen – oder aktiv kennenlernen wollen. Im Zentrum stehen dabei Aufenthalte von freiwilligen Helfern auf Bio-Bauernhöfen oder Selbstversorgerhöfen. Zwischen WWOOFern und Hofbesitzern findet ein an ein Gastverhältnis angelehnter geldloser Austausch statt, bei dem WWOOFer freiwillig helfend in den Alltag auf einem Hof eingebunden werden.
Die Organisation wurde 1971 in London von Sue Coppard unter dem Namen Working Weekends on Organic Farms gegründet, dann in Willing Workers on Organic Farms und schließlich 2000 in World-Wide Opportunities on Organic Farms umbenannt.
Insgesamt nehmen mehr als 6.000 ökologische Bauernhöfe in 100 Ländern am Programm teil.
Schätzungen zufolge sind weltweit mehr als 90.000 Menschen Mitglieder in WWOOF-Organisationen.
Derzeit haben 60 Länder eine nationale WWOOF Organisation, darunter auch Deutschland. Dort waren im Februar 2015 mehr als 400 Höfe der Organisation angeschlossen.

## Geschichte
WWOOF wurde 1971 von der Londoner Sekretärin Sue Coppard gegründet, die ihren Wunsch umsetzte, als Städterin zumindest zeitweise am Leben auf dem Land teilhaben zu können, indem sie ein Freiwilligen-Wochenende am Emerson College in Sussex, einer anthroposophischen Landbau-Schule, organisierte. Unter dem Namen „Working Weekends on Organic Farms“ (WWOOF) folgten weitere Wochenenden, die freiwillige Helfer auf ökologischen Bauernhöfen verbrachten und dort Unterkunft und Verpflegung erhielten.
Mehr Höfe und WWOOFer schlossen sich an und bald handelte es sich bei den Freiwilligenaufenthalten nicht mehr nur um von Sue Coppard organisierte Wochenenden, sondern um frei zwischen Hofbesitzern und WWOOFern vereinbarte Hof-Aufenthalte.
Die Idee verbreitete sich innerhalb der folgenden vier Jahrzehnte auf der ganzen Welt. Zu Beginn des Jahres 2015 gab es WWOOF-Organisationen in 60 Ländern und Höfe in weiteren Ländern, die in der WWOOF-Independents-Liste organisiert sind.

## Ziele
Die Ziele, die von allen WWOOF-Organisationen weltweit geteilt werden, sind:
- Austausch zwischen Stadt- und Landbevölkerung bzw. Konsumenten und Produzenten ermöglichen
- Freiwilligen Helfern Erfahrungen und Wissen über ökologische Landwirtschaft aus erster Hand vermitteln
- Einen naturverbundenen, umweltschonenden Lebensstil vorleben
- Ein lebendiges Netzwerk innerhalb der ökologischen Bewegung darstellen

Diese Ziele kommen auch im Leitbild zum Ausdruck, das auf der internationalen WWOOF-Konferenz in Korea 2011 geprägt wurde:

„WWOOF is a worldwide movement linking volunteers with organic farmers and growers to promote cultural and educational experiences based on trust and non-monetary exchange, thereby helping to building a sustainable global community.“

„WWOOF ist eine weltweite Bewegung, die freiwillige Helfer mit Biobauern in Verbindung setzt, um kulturelle Erfahrungen und Lernerfahrungen zu fördern, wobei auf einer Grundlage von Vertrauen und geldlosem Austausch eine nachhaltige, globale Gemeinschaft aufgebaut wird.“

## Freiwillige Helfer/-innen auf ökologischen Höfen e.V. (WWOOF-Deutschland)

### Verein
WWOOF-Deutschland wurde im Herbst 1987 nach britischem Vorbild gegründet und ist seit 1992 ein eingetragener, gemeinnütziger Verein, der sich aus Mitgliedsbeiträgen finanziert und aufgrund der Förderung des Naturschutzes als gemeinnützig anerkannt ist.

### Mitgliedspflichten
Die Rahmenbedingungen eines WWOOF-Aufenthaltes in Deutschland werden durch die Mitgliedspflichten vorgegeben.

## WWOOF weltweit

### FOWO
Weltweit gibt es in knapp 100 Ländern WWOOF-Höfe, in 60 Ländern bestehen eigenständige WWOOF-Organisationen. Für diese gibt es seit 2013 einen weltweiten Dachverband – die FOWO (Federation Of WWOOF Organisations), die das Ziel hat, die WWOOF-Bewegung weltweit zu vereinen, zu fördern und zu schützen.

### WWOOF Independents
Alle Höfe in Ländern, in denen es bisher keine WWOOF-Organisation gibt, sind in der weltweiten WWOOF-Independents-Liste zusammengefasst.